# Новоникольский (Аннинский район)
Новоникольский — посёлок в Аннинском районе Воронежской области России. Входит в состав Новожизненского сельского поселения.

## География
Посёлок находится в 47,5 км к юго-востоку по автодорогам от районного центра и в 19,5 км по автодорогам к юго-юго-востоку от центра сельсовета, посёлка Новая Жизнь. Неподалёку находится посёлок Петровка.

## История
Упоминается в памятной книжке Воронежской губернии за 1887 год как сельцо Новоникольское (Артюшкино тож) Синявской волости Новохопёрского уезда. Число жителей обоего пола — 101, число дворов — 16.
По данным подворной переписи 1889 года в сельце Новоникольское (Артюшкино, Богохранимовское тож) той же волости проживало 108 дарственных крестьян (60 мужчин, 48 женщин) в 16 хозяйствах, а также 31 человек стороннего населения (17 мужчин, 14 женщин) в 7 хозяйствах. Всего было 16 грамотных и учащихся (в основном из стороннего населения). Имелось 23 жилых дома. Из скота было 43 лошади, 27 коров, 10 голов гулевого скота и 18 телят, 119 овец и 7 свиней, также 2 хозяйства держали 49 ульев пчёл. Количество удобной надельной земли составляло 50,6 десятины, из них пашни — 12,2 десятины; также 18 хозяйств арендовали 78,6 десятины земли (из неё 45 десятин частной пашни, 1 десятина общественной пашни и 22,6 десятин частного сенокоса). Из сельскохозяйственного инвентаря имелось 22 сохи и 24 телеги; 7 хозяйств не имели инвентаря. Надельная пашня обрабатывалась в основном своим скотом. Всего расходов у хозяйств в течение года было на 3057 рублей, доходов от продажи — на 673 рубля (в основном скота и хлеба), от промыслов (которыми занимались 35 мужчин и 5 женщин в 21 хозяйстве) — 1540 рублей, а всего — 2355 рублей.
По данным 1900 года на основе переписи 1897 года в сельце Новоникольская (Богохранимовка) Новоникольского сельского общества Синявской волости при овраге Синявке жило 117 человек (58 мужчин, 59 женщин) в 18 дворах. Имелось одно общественное здание, количество надельной земли составляло 59 десятин.
По переписи 1926 года в посёлке Ново-Николаевск Ивановского сельсовета Абрамовской волости Новохопёрского уезда проживало 236 человек в 43 хозяйствах. По данным 1932 года в посёлке Ново-Николаевка Рубашевского сельсовета Архангельского района ЦЧО было 283 жителя.

## Население
| 2000 | 2005 | 2010 |
| ---- | ---- | ---- |
| 29   | ↘25  | ↘6   |

По переписи 2002 года в посёлке проживало 25 человек, русские. По переписи 2010 года — 6 человек (4 мужчины и 2 женщины). По переписи 2021 года — по-прежнему 6 человек (все русские).

## Инфраструктура
В посёлке единственная улица — Бутырская протяжённостью 1000 метров с грунтовым покрытием, с 5 домами в основном 1960-х годов постройки. Посёлок не газифицирован, водопровод отсутствует.